# 古賀豪紀
古賀 豪紀（こが ひでとし、1966年11月8日 - ）は、長崎県佐世保市出身の元プロ野球選手（外野手）、政治家。

## 来歴・人物
中学校までは経済的な事情でバレーボール部に所属しており、誘いがあった西海学園高では野球部に入部。社会人野球の九州三菱自動車に進み、1988年オフにドラフト外でオリックス・ブレーブスへ入団する。
しかし、壁は厚く内野手に転向するなどしたが、結局一度も一軍へ上がることなく1993年限りで現役を引退した。
引退後は、佐世保市で居酒屋を経営。また、社会人野球クラブの佐世保ドリームスターズ（長崎セインツの前身）で監督を務めた。
2007年に長崎国際大学を卒業し、高校野球指導者になるために教員免許を取得した。その後は系列の九州文化学園高等学校に勤務し、プロアマ規定のため2年間は高校野球の指導ができなかったが、2009年より野球部監督に就任した。総選挙方式の選手間の投票によってベンチ入りメンバーを決めるなど独特の指導法が注目された。
2023年4月23日の佐世保市議会議員選挙に出馬。告示日の前日まで経営している焼き鳥屋「野球串」で焼き鳥を焼き、焼き鳥屋スタッフと選挙活動を行った。結果、定数33人中33番目の得票数で初当選を果たした。
同年7月13日、離婚した元妻へ約225万円の養育費の未払いがあり、元妻側からの申し立てを受けて議員報酬が差し押さえられていることが報じられた。また、これとは別に、市議選への立候補時点で住民税など約500万円を滞納していたことも判明していたが、こちらは5月末に納付されている。

## 詳細情報

### 年度別打撃成績
- 一軍公式戦出場なし

### 背番号
- 43 （1989年 - 1993年）